# Klingenburg (Jettingen-Scheppach)

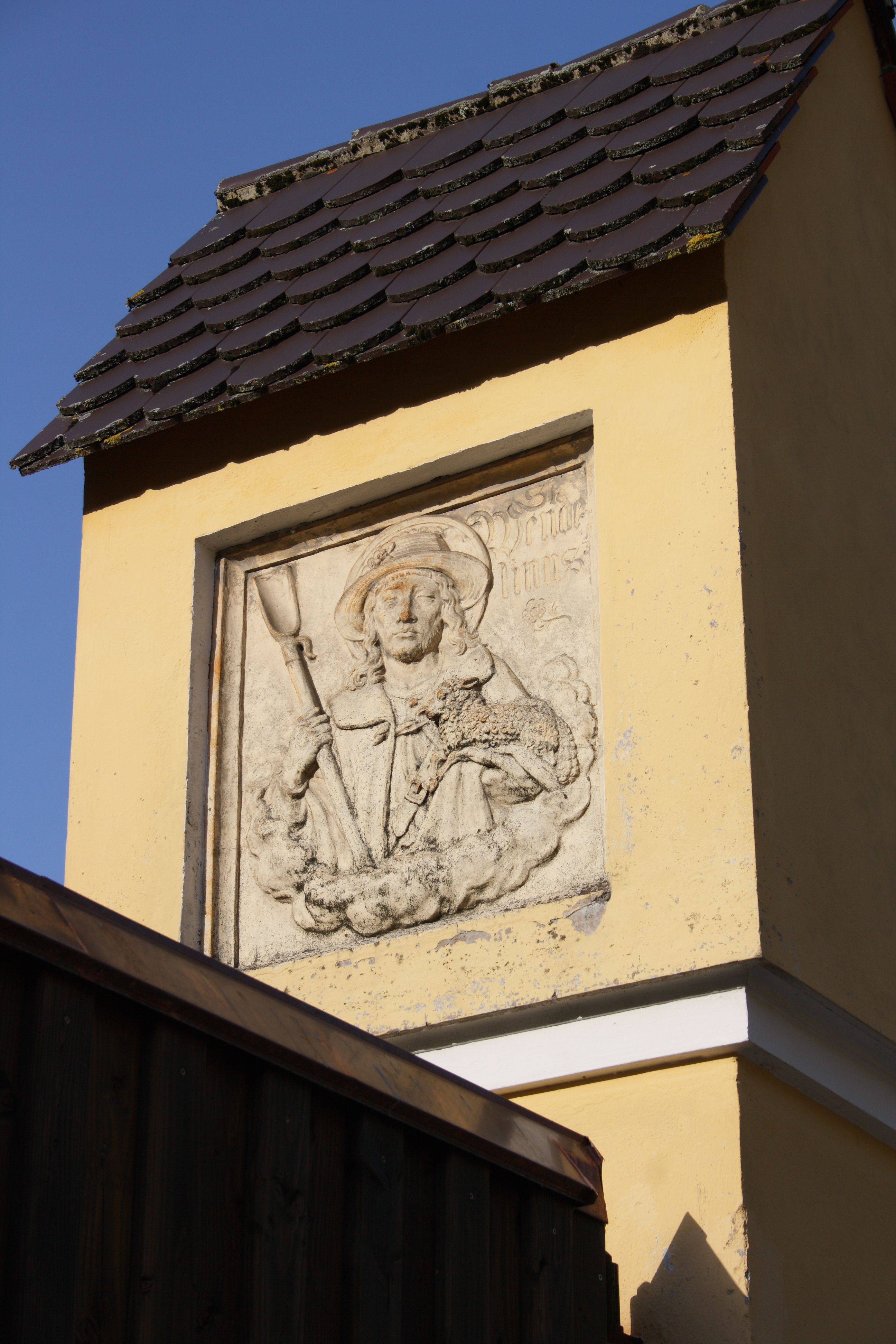
Relief des hl. Wendelin

Die Klingenburg ist ein Gemeindeteil des Marktes Jettingen-Scheppach im schwäbischen Landkreis Günzburg (Bayern).
Der Ort mit der topographischen Bezeichnung Schloss liegt vier Kilometer südwestlich von Jettingen auf der Gemarkung Schönenberg östlich abseits der Kreisstraße GZ 25.

## Geschichte
Klingenburg war ursprünglich ein Gutshof, der 1880/81 errichtet wurde.
Bis zur Gemeindegebietsreform ein Ortsteil der Gemeinde Schönenberg, wurde Klingenburg am 1. Januar 1972 nach Jettingen-Scheppach eingemeindet.
Seit den 1980er Jahren befindet sich östlich des Ortes ein Golfplatz.

## Architektur
Die zweigeschossige Schlossanlage im Stil des Historismus wurde 1880/91 von Gabriel von Seidl erbaut. Der Hauptbau und die Nebengebäude sind um einen rechteckigen Hof gruppiert. Diese sind mit Treppengiebeln versehen. An den Pfeilern des Eingangstores sind Reliefs des hl. Wendelin und des hl. Leonhard zu sehen. Das Schlossgebäude und einige zugehörige Bauwerke sind ein geschütztes Baudenkmal. 